# Classic Malts of Scotland

Logo des Classic Malts of Scotland.

Les Classic Malts of Scotland sont une sélection de onze whiskies single malt écossais appartenant au groupe Diageo et choisis pour représenter au mieux la qualité et la diversité des scotchs produits dans les différentes régions de l'Écosse. Ils rassemblent la diversité des goûts et des styles caractéristiques des régions de production. Le symbole des classic malt est le Quaich, bol traditionnel à deux anses de dégustation des single malts.

## Gamme

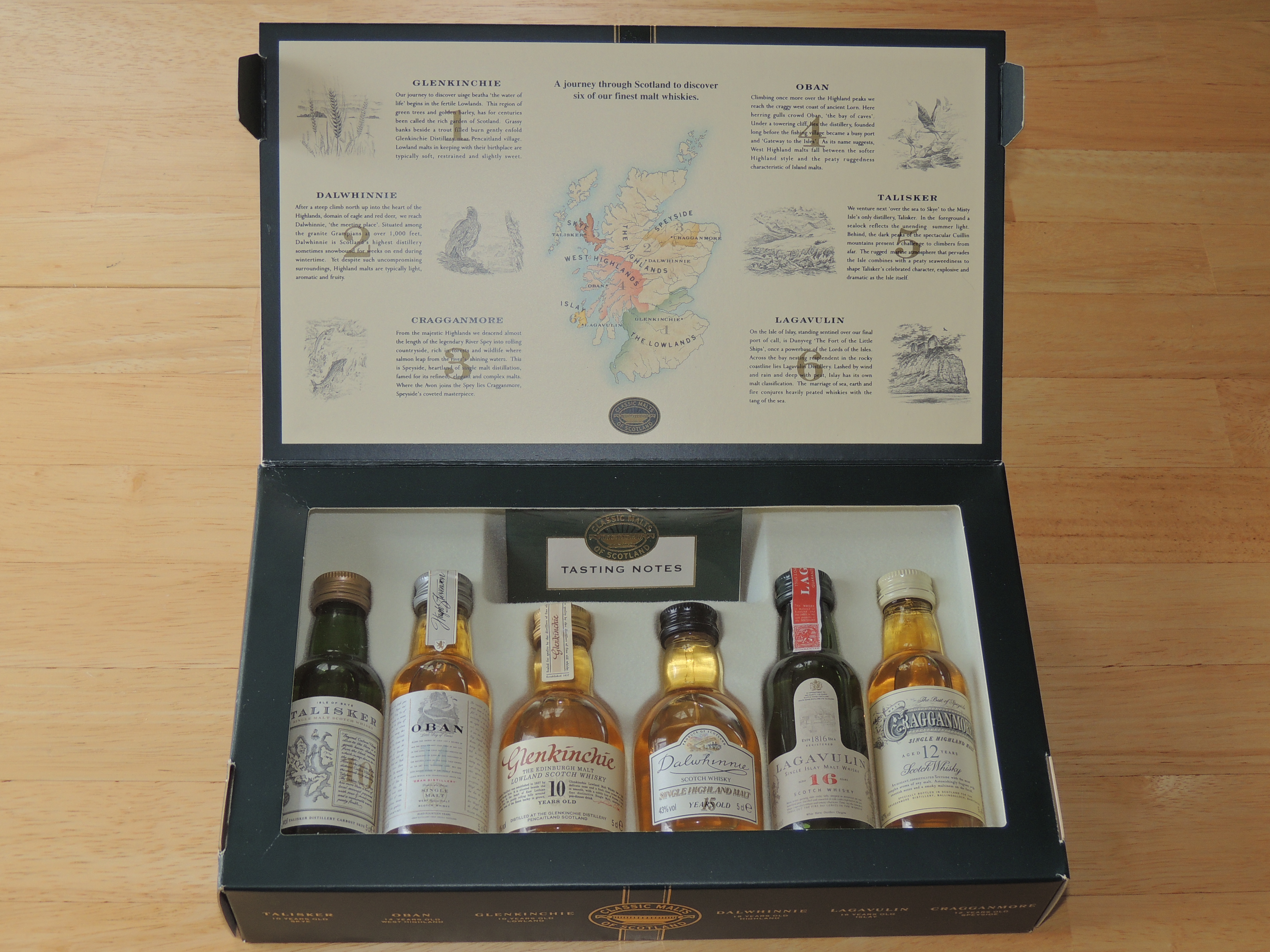
Mignonnettes de la gamme d'origine.

Lors de son lancement en 1987, la gamme comportait seulement 6 whiskies :  Cragganmore, Dalwhinnie, Glenkinchie, Lagavulin, Oban, Talisker.
En 2005, cinq autres whiskies sont venus compléter la gamme : Caol Ila, Glen Elgin, Royal Lochnagar, Clynelish et Knockando.
Celle-ci se compose désormais de :
| Whisky          | Âge        | Vol. % | Région          | Distiller’s Edition | Année |
| --------------- | ---------- | ------ | --------------- | ------------------- | ----- |
| Caol Ila        | 12         | 43 %   | île d'Islay     | Moscatel            | 2005  |
| Clynelish       | 14         | 46 %   | North Highlands | Oloroso             | 2005  |
| Cragganmore     | 12         | 40 %   | Speyside        | Porto               | 1987  |
| Dalwhinnie      | 15         | 43 %   | Highlands       | Oloroso             | 1987  |
| Glen Elgin      | 12         | 43 %   | Speyside        |                     | 2005  |
| Glenkinchie     | 10, 12 (*) | 43 %   | Lowlands        | Amontillado         | 1987  |
| Knockando       | 12         | 43 %   | Speyside        |                     | 2005  |
| Lagavulin       | 16         | 43 %   | île d'Islay     | Pedro Ximénez       | 1987  |
| Oban            | 14         | 43 %   | West Highlands  | Montilla Fino       | 1987  |
| Royal Lochnagar | 12         | 40 %   | East Highlands  | Moscatel            | 2005  |
| Talisker        | 10         | 45,8 % | île de Skye     | Amoroso             | 1987  |